# Pinewood Studios
Pinewood Studios er et stort britisk filmstudie. Det ligger på ejendommen Heatherden Hall i Iver Heath i Buckinghamshire, omkring fem mil vest for London. Studiet blev grundlagt af Charles Boot, og bygget på mindre end et år af Henry Boot Company. Grundlæggeren var inspireret af studierne i Hollywood. Pinewood blev senere taget over af J. Arthur Rank, som også ejede Denham Film Studios. 
I 2001 blev Pinewood Studios slået sammen med Shepperton Studios; begge er knyttet til medienetværket Sohonet. Der gik på børs i 2004, og året efter blev Teddington Studios købt op. Tilsammen har studierne 41 scener, inkluderet seks studier for digital-TV, lydbehandlingsudstyr, biografer for forhåndsvisning, udendørset inkluderet haver og skov, en af Europas største udendørs vandtanke og et undervandsset. 
Pinewood er blevet brugt til indspilning af to af de længste britiske filmserier, James Bond og Carry On.